# Tour de France 2023/4. Etappe
Die 4. Etappe der Tour de France 2023 fand am 4. Juli 2023 statt und wurde als erste Etappe der 110. Austragung nur im französischen Staatsgebiet ausgetragen. Die Strecke startete in Dax und führte über 181,8 flache Kilometer nach Nogaro, wo sich das Ziel auf dem Circuit Paul Armagnac befand. Nach der Zielankunft hatten die Fahrer insgesamt 766,2 Kilometer absolviert, was 22,5 % der Gesamtdistanz der Rundfahrt entspricht.
Den Etappensieg sicherte sich der Belgier Jasper Philipsen (Alpecin-Deceuninck) in einem Massensprint. Adam Yates (UAE Team Emirates) verteidigte das Gelbe Trikot.

## Streckenführung
Der neutralisierte Start erfolgte im Zentrum von Dax auf der Place de la Font Chaude mit der Thermalquelle der Nèhe. Die Strecke verließ die Altstadt in Richtung Osten und passierte ein Denkmal für André Darrigade, das anlässlich der Tour de France 2017 eingeweiht worden war, ehe der Startort über die D947 verlassen wurde. Das Rennen wurde schließlich nach fünf Kilometern auf der D32 bei Yzosse freigegeben.
Nach dem offizielle Start führte die Strecke auf den ersten Kilometern über Montfort-en-Chalosse, Mugron, Saint-Sever und Grenade-sur-l’Adour in Richtung Westen, ehe die Fahrtrichtung allmählich gen Norden drehte. Im Osten führte die Strecke vorbei an Mont-de-Marsan nach Labastide-d’Armagnac, ehe der Zwischensprint nach 93,6 Kilometern neben der Kirche Notre-Dame des Cyclistes auf der D626 ausgefahren wurde. Über Cazaubon, Eauze und Courrensan führte die Strecke zum westlichsten Punkt der Strecke, der in Vic-Fezensac erreicht wurde. Nun drehte die Fahrtrichtung gen Osten, wobei die N124 befahren wurde. Kurz vor der Ortschaft Dému wurde mit der Côte de Dému (218 m) die einzige Bergwertung des Tages abgenommen. Bei dieser handelte es sich um einen Anstieg der 4. Kategorie, der auf einer Länge von zwei Kilometern eine durchschnittliche Steigung von 3,5 % aufwies. Die Kuppe wurde 27,4 Kilometer vor dem Ziel überquert.
Die letzten Kilometer führten über Manciet nach Nogaro. Die Fahrer erreichten das Ortsgebiet über die D931, ehe sie rund fünf Kilometer vor dem Ziel rechts auf die schmalere Avenue des Sport abbogen. Kurz darauf folgte eine weitere Rechtskurve, die auf die Avenue de l’Autodrome führte. Die Einfahrt auf den Circuit Paul Armagnac erfolgte auf der Start- und Zielgerade, ehe die Rennstrecke entgegen die eigentliche Fahrtrichtung (gegen den Uhrzeigersinn) befahren wurde. Auf den letzten zwei Kilometern wurden die Kurven 15 bis 7 durchfahren. Die Ziellinie befand sich auf der langen Gegengerade, die parallel zur Start-Zielgeraden verlief.
|                            | Ort                            | Kilometer | Länge (km) | Höhe (m) | Ø Steigung |
| -------------------------- | ------------------------------ | --------- | ---------- | -------- | ---------- |
| neutralisierter Start      | Dax                            | −5        |            |          |            |
| offizieller Start          | Yzosse (D32)                   | 0         |            |          |            |
| Zwischensprint             | Notre Dame des Cyclistes       | 93,6      |            |          |            |
| Bergwertung (4. Kategorie) | Côte de Dému                   | 154,4     | 2          | 218      | 3,5 %      |
| Ziel                       | Nogaro (Circuit Paul Armagnac) | 181,8     |            |          |            |

## Rennverlauf
Nach dem offiziellen Start kam es zu keinen Angriffen im Hauptfeld. Mit Ausnahme von zwei kurzen Tempoverschärfungen fuhr das Fahrerfeld geschlossen zum Zwischensprint, der bei der Kirche Notre-Dame des Cyclistes in Labastide-d’Armagnac abgenommen wurde. Im Sprint setzte sich Jasper Philipsen (Alpecin-Deceuninck) vor Bryan Coquard (Cofidis), Caleb Ewan (Lotto Dstny) und Mads Pedersen (Lidl-Trek) durch. Nach dem Zwischensprint setzten sich mit Anthony Delaplace (Arkéa-Samsic) und Benoît Cosnefroy (AG2R Citroën) zwei Fahrer 86 Kilometer vor dem Ziel vom Hauptfeld ab, wodurch das Rennen an Fahrt aufnahm. Die Ausreißer fuhren einen maximalen Vorsprung von rund einer Minute heraus. 28 Kilometer vor dem Ziel gewann Anthony Delaplace die Bergwertung auf der Côte de Dému, ehe die beiden Spitzenreiter kurz drauf eingeholt wurden.
In einem hektischen Finale kam es auf dem Circuit Paul Armagnac zu zahlreichen Stürzen. Zunächst kam Fabio Jakobsen (Soudal Quick-Step) rund zwei Kilometer vor dem Ziel zu Fall, ehe es im hinteren Teil des Feldes in der letzten Kurve zu einem weiteren Sturz kam. Im unorganisierten verbliebenen Fahrerfeld eröffnete Søren Wærenskjold (Uno-X) den Sprint für seinen Teamkollegen Alexander Kristoff. Als er sich zurückfallen ließ, touchierte er mit Axel Zingle (Cofidis), worauf beide zu Boden gingen. Im Sprint setzte sich Jasper Philipsen knapp vor Caleb Ewan durch, nachdem sein Mannschaftskollege Mathieu van der Poel (Alpecin-Deceuninck) den Belgier im Finale in eine aussichtsreiche Position gebracht hatte. Mathieu van der Poel drängte bei der Anfahrt Biniam Girmay (Intermarché-Circus-Wanty) ab und wurde im Nachhinein als Letzter der ersten Gruppe gewertet. Zudem bekam er 13 Punkte Abzug in der Punktewertung sowie ein Bußgeld in Höhe von 500 CHF. Platz drei ging an den Deutschen Phil Bauhaus (Bahrain Victorious).
In der Gesamtwertung kam es zu keinen nennenswerten Veränderungen. Adam Yates (UAE Team Emirates) trägt weiterhin das Gelbe Trikot mit einem Vorsprung von sechs Sekunden auf seinen Teamkollegen Tadej Pogačar, der die Nachwuchswertung anführt. Jasper Philipsen übernahm mit seinem zweiten Etappensieg die Führung in der Punktewertung, während Neilson Powless (EF Education-EasyPost) weiterhin in der Bergwertung voranliegt. In der Teamwertung führt weiterhin das Team Jumbo-Visma. Trotz der vielen Stürze im Finale erreichten alle 174 Starter das Ziel, wobei Benoît Cosnefroy zum kämpferischsten Fahrer gewählt wurde.
Der deutsche Fahrer Phil Bauhaus wurde nach dem Rennen von der Renn-Jury für sein Fahrverhalten etwa 1,8 Kilometer vor dem Ziel bestraft: er hatte regelwidrig einem Fahrer den Weg versperrt. Infolgedessen bekam Phil Bauhaus 50 Punkte Abzug in der Punktewertung sowie eine Zeitstrafe von 30 Sekunden auf die Gesamtwertung. Zudem musste er ein Bußgeld in Höhe von 500 CHF bezahlen. Da der Verstoß deutlich vor dem eigentlichen Zielsprint lag, blieb der 3. Platz in der Etappenwertung für Bauhaus gültig.

## Ergebnis
| \| Etappenergebnis \| Etappenergebnis \| Etappenergebnis \| Etappenergebnis \| Etappenergebnis \| \| Fahrer \| Fahrer \| Land \| Team \| Zeit \| \| --------------- \| ------------------ \| ---------------------- \| ---------------------- \| --------------- \| \| 1. \| Jasper Philipsen \| Belgien \| Alpecin-Deceuninck \| 4 h 25 min 28 s \| \| 2. \| Caleb Ewan \| Australien \| Lotto Dstny \| + 0 s \| \| 3. \| Phil Bauhaus \| Deutschland \| Bahrain Victorious \| + 0 s \| \| 4. \| Bryan Coquard \| Frankreich \| Cofidis \| + 0 s \| \| 5. \| Mark Cavendish \| Vereinigtes Königreich \| Astana Qazaqstan Team \| + 0 s \| \| 6. \| Danny van Poppel \| Niederlande \| Bora-Hansgrohe \| + 0 s \| \| 7. \| Alexander Kristoff \| Norwegen \| Uno-X Pro Cycling Team \| + 0 s \| \| 8. \| Luka Mezgec \| Slowenien \| Team Jayco AlUla \| + 0 s \| \| 9. \| Wout van Aert \| Belgien \| Jumbo-Visma \| + 0 s \| \| 10. \| Mads Pedersen \| Dänemark \| Lidl-Trek \| + 0 s \| |                    |                        |                        |                 |
| |                    |                        |                        |                 |
| Quelle: ProCyclingStats |                    |                        |                        |                 |
| Etappenergebnis |                    |                        |                        |                 |
| Fahrer | Fahrer             | Land                   | Team                   | Zeit            |
| 1. | Jasper Philipsen   | Belgien                | Alpecin-Deceuninck     | 4 h 25 min 28 s |
| 2. | Caleb Ewan         | Australien             | Lotto Dstny            | + 0 s           |
| 3. | Phil Bauhaus       | Deutschland            | Bahrain Victorious     | + 0 s           |
| 4. | Bryan Coquard      | Frankreich             | Cofidis                | + 0 s           |
| 5. | Mark Cavendish     | Vereinigtes Königreich | Astana Qazaqstan Team  | + 0 s           |
| 6. | Danny van Poppel   | Niederlande            | Bora-Hansgrohe         | + 0 s           |
| 7. | Alexander Kristoff | Norwegen               | Uno-X Pro Cycling Team | + 0 s           |
| 8. | Luka Mezgec        | Slowenien              | Team Jayco AlUla       | + 0 s           |
| 9. | Wout van Aert      | Belgien                | Jumbo-Visma            | + 0 s           |
| 10. | Mads Pedersen      | Dänemark               | Lidl-Trek              | + 0 s           |

## Gesamtstände
| \| Gesamtwertung \| Gesamtwertung \| Gesamtwertung \| Gesamtwertung \| Gesamtwertung \| \| Fahrer \| Fahrer \| Land \| Team \| Zeit \| \| ------------- \| ----------------- \| ---------------------- \| ------------------- \| ---------------- \| \| 1. \| Adam Yates \| Vereinigtes Königreich \| UAE Team Emirates \| 18 h 18 min 01 s \| \| 2. \| Tadej Pogačar \| Slowenien \| UAE Team Emirates \| + 6 s \| \| 3. \| Simon Yates \| Vereinigtes Königreich \| Team Jayco AlUla \| + 6 s \| \| 4. \| Victor Lafay \| Frankreich \| Cofidis \| + 12 s \| \| 5. \| Wout van Aert \| Belgien \| Jumbo-Visma \| + 16 s \| \| 6. \| Jonas Vingegaard \| Dänemark \| Jumbo-Visma \| + 17 s \| \| 7. \| Jai Hindley \| Australien \| Bora-Hansgrohe \| + 22 s \| \| 8. \| Michael Woods \| Kanada \| Israel-Premier Tech \| + 22 s \| \| 9. \| Mattias Skjelmose \| Dänemark \| Lidl-Trek \| + 22 s \| \| 10. \| Carlos Rodríguez \| Spanien \| Ineos Grenadiers \| + 22 s \| |                   |                        |                     |                  |
| |                   |                        |                     |                  |
| Quelle: ProCyclingStats |                   |                        |                     |                  |
| Gesamtwertung |                   |                        |                     |                  |
| Fahrer | Fahrer            | Land                   | Team                | Zeit             |
| 1. | Adam Yates        | Vereinigtes Königreich | UAE Team Emirates   | 18 h 18 min 01 s |
| 2. | Tadej Pogačar     | Slowenien              | UAE Team Emirates   | + 6 s            |
| 3. | Simon Yates       | Vereinigtes Königreich | Team Jayco AlUla    | + 6 s            |
| 4. | Victor Lafay      | Frankreich             | Cofidis             | + 12 s           |
| 5. | Wout van Aert     | Belgien                | Jumbo-Visma         | + 16 s           |
| 6. | Jonas Vingegaard  | Dänemark               | Jumbo-Visma         | + 17 s           |
| 7. | Jai Hindley       | Australien             | Bora-Hansgrohe      | + 22 s           |
| 8. | Michael Woods     | Kanada                 | Israel-Premier Tech | + 22 s           |
| 9. | Mattias Skjelmose | Dänemark               | Lidl-Trek           | + 22 s           |
| 10. | Carlos Rodríguez  | Spanien                | Ineos Grenadiers    | + 22 s           |

| Punktewertung | Punktewertung    | Punktewertung          | Punktewertung            | Punktewertung |
| Fahrer        | Fahrer           | Land                   | Team                     | Punkte        |
| ------------- | ---------------- | ---------------------- | ------------------------ | ------------- |
| 1.            | Jasper Philipsen | Belgien                | Alpecin-Deceuninck       | 150 P.        |
| 2.            | Victor Lafay     | Frankreich             | Cofidis                  | 80 P.         |
| 3.            | Caleb Ewan       | Australien             | Lotto Dstny              | 73 P.         |
| 4.            | Bryan Coquard    | Frankreich             | Cofidis                  | 64 P.         |
| 5.            | Mark Cavendish   | Vereinigtes Königreich | Astana Qazaqstan Team    | 62 P.         |
| 6.            | Wout van Aert    | Belgien                | Jumbo-Visma              | 60 P.         |
| 7.            | Mads Pedersen    | Dänemark               | Lidl-Trek                | 59 P.         |
| 8.            | Jordi Meeus      | Belgien                | Bora-Hansgrohe           | 44 P.         |
| 9.            | Tadej Pogačar    | Slowenien              | UAE Team Emirates        | 42 P.         |
| 10.           | Biniam Girmay    | Eritrea                | Intermarché-Circus-Wanty | 34 P.         |

| Bergwertung | Bergwertung          | Bergwertung            | Bergwertung              | Bergwertung |
| Fahrer      | Fahrer               | Land                   | Team                     | Punkte      |
| ----------- | -------------------- | ---------------------- | ------------------------ | ----------- |
| 1.          | Neilson Powless      | Vereinigte Staaten     | EF Education-EasyPost    | 18 P.       |
| 2.          | Tadej Pogačar        | Slowenien              | UAE Team Emirates        | 7 P.        |
| 3.          | Jonas Vingegaard     | Dänemark               | Jumbo-Visma              | 4 P.        |
| 4.          | Pascal Eenkhoorn     | Niederlande            | Lotto Dstny              | 3 P.        |
| 5.          | Georg Zimmermann     | Deutschland            | Intermarché-Circus-Wanty | 3 P.        |
| 6.          | Laurent Pichon       | Frankreich             | Arkéa-Samsic             | 3 P.        |
| 7.          | Jonas Gregaard       | Dänemark               | Uno-X Pro Cycling Team   | 2 P.        |
| 8.          | Simon Yates          | Vereinigtes Königreich | Team Jayco AlUla         | 2 P.        |
| 9.          | Esteban Chaves       | Kolumbien              | EF Education-EasyPost    | 2 P.        |
| 10.         | Edvald Boasson Hagen | Norwegen               | TotalEnergies            | 2 P.        |

| Nachwuchswertung | Nachwuchswertung           | Nachwuchswertung       | Nachwuchswertung       | Nachwuchswertung |
| Fahrer           | Fahrer                     | Land                   | Team                   | Zeit             |
| ---------------- | -------------------------- | ---------------------- | ---------------------- | ---------------- |
| 1.               | Tadej Pogačar              | Slowenien              | UAE Team Emirates      | 18 h 18 min 07 s |
| 2.               | Mattias Skjelmose          | Dänemark               | Lidl-Trek              | + 16 s           |
| 3.               | Carlos Rodríguez           | Spanien                | Ineos Grenadiers       | + 16 s           |
| 4.               | Thomas Pidcock             | Vereinigtes Königreich | Ineos Grenadiers       | + 37 s           |
| 5.               | Tobias Halland Johannessen | Norwegen               | Uno-X Pro Cycling Team | + 4 min 34 s     |
| 6.               | Matthew Dinham             | Australien             | Team DSM-Firmenich     | + 5 min 14 s     |
| 7.               | Corbin Strong              | Neuseeland             | Israel-Premier Tech    | + 5 min 37 s     |
| 8.               | Felix Gall                 | Österreich             | AG2R Citroën Team      | + 5 min 37 s     |
| 9.               | Matis Louvel               | Frankreich             | Arkéa-Samsic           | + 13 min 03 s    |
| 10.              | Mathieu Burgaudeau         | Frankreich             | TotalEnergies          | + 14 min 01 s    |

| Mannschaftswertung | Mannschaftswertung  | Mannschaftswertung           | Mannschaftswertung |
| Team               | Team                | Land                         | Zeit               |
| ------------------ | ------------------- | ---------------------------- | ------------------ |
| 1.                 | Jumbo-Visma         | Niederlande                  | 54 h 55 min 09 s   |
| 2.                 | Bahrain Victorious  | Bahrain                      | + 42 s             |
| 3.                 | Ineos Grenadiers    | Vereinigtes Königreich       | + 42 s             |
| 4.                 | UAE Team Emirates   | Vereinigte Arabische Emirate | + 1 min 07 s       |
| 5.                 | Lidl-Trek           | Vereinigte Staaten           | + 3 min 26 s       |
| 6.                 | Groupama-FDJ        | Frankreich                   | + 5 min 11 s       |
| 7.                 | Israel-Premier Tech | Israel                       | + 5 min 42 s       |
| 8.                 | Bora-Hansgrohe      | Deutschland                  | + 8 min 46 s       |
| 9.                 | AG2R Citroën Team   | Frankreich                   | + 9 min 26 s       |
| 10.                | Team DSM-Firmenich  | Niederlande                  | + 13 min 31 s      |